# 小田日和
『小田日和』（おだびより）は、2014年7月2日に発売された小田和正の9枚目のオリジナルアルバム。発売元はアリオラジャパン。レーベルは小田和正の個人レーベル "Little Tokyo"（リトルトーキョー）。

## 解説
前作『どーも』以来3年2か月ぶりのアルバムとなる本作は、全10曲中8曲がタイアップとなった。またジャケット写真が1993年リリースの『MY HOME TOWN』以来、21年ぶりに自身の撮り下ろし写真が使われている。
最近は5～6年ペースでオリジナル・アルバムを発売してきたが、自身の年齢を考えた上で、「あと何枚（アルバムを）出せるか、最後から2番目（のアルバム）という気持ちで、そこに向かって頑張って行きたい」と決意を明かしたという。制作は2012年から開始されたが、曲作りが思うように行かず、スタッフに「アルバムってあと何曲必要だっけ?」と訊いたこともあり（スタッフの返答は「最低でも8曲必要」）、「カバー曲でもやろうかな」と弱音を吐いたこともあったという。それでも「逃げずに完成させる」と意気込み、発売日から逆算して締切の間際に完成。スタッフ曰く「最も七転八倒したアルバム」だという。

## チャート成績
発売初週に7.5万枚を売り上げ、7/14付オリコン週間アルバムランキング3位に初登場。66歳10か月でのアルバムTOP10入りは、髙橋真梨子の64歳4ヶ月（2013年6/24付『髙橋40年』）を2歳6か月更新し、日本人ソロ最年長記録となった。

## 収録曲
- 全曲作詞・作曲・編曲:小田和正

1. そんなことより 幸せになろう  –  (4:03)[1]
大橋卓弥（スキマスイッチ）と光田健一、松たか子、JUJUがコーラスで参加。
2. この街  –  (4:38)[1]
  - 名古屋鉄道創業120周年記念「ココロをつなぐ、あしたへはこぶ。」CMソング。
  - 小田自身によるウクレレの演奏がフィーチャーされている。大橋卓弥がコーラスで参加。
3. やさしい風が吹いたら  –  (4:05)
  - テレビ朝日系ドラマ『遺留捜査（第3シリーズ）』主題歌。
  - コーラスには松たか子とJUJU、キヨサク(MONGOL 800)が参加。
4. 二人  –  (3:29)[1]
NHK木曜時代劇『吉原裏同心』[6]主題歌。小田がNHKのテレビドラマ主題歌を担当するのは『ダイジョウブ』[7]以来となる。また、時代劇の主題歌を担当するのも初となる。
5. 今のこと  –  (3:07)[1]
ソニー『BRAVIA 4K』CMソング。
6. 愛になる  –  (4:28)[1]
  - 明治安田生命企業CMソング。
  - これまで使われていた『言葉にできない』や『たしかなこと』に続くもので、同社のCMソングとしては10年ぶりの書き下ろし作品。小田はこの曲を『今回のアルバムとツアー[8]の要となる曲』とコメントしている。コーラスには佐藤竹善（SING LIKE TALKING）と根本要（スターダスト・レビュー）が参加。
7. 彼方  –  (5:00)[1]
  - JRA『エマズウィッシュ物語』CMソング。アニメ映画『氷川丸ものがたり』主題歌。
  - 大橋卓弥がコーラスで参加。
8. その日が来るまで  –  (4:39)[1]
  - 明治安田生命『クリスマスの約束編』CMソング[9]。
  - テレビ東京『ワールドビジネスサテライト』2013年度上期テーマソング[10]。
  - 松竹系映画『救いたい』[11]主題歌。
  - コーラスには松たか子とJUJU、キヨサク(MONGOL 800)が参加。
9. mata-ne  –  (4:16)[1]
  - 本作にも参加しているベーシスト、ネイザン・イーストのアルバム『NATHAN EAST』に提供した「Finally Home」の日本語詞によるセルフカバー。
  - 大橋卓弥がコーラスで参加。
10. やさしい夜  –  (3:01)[1]
  - テレビ東京『ワールドビジネスサテライト』2013年度下期テーマソング[12]。
  - コーラスには松たか子とJUJUが参加。

## レコーディング・メンバー
- 小田和正
  - Vocals
  - Horn Arrangement (#1.2.9)
  - Ukulele (#2)
- 光田健一：Background Vocal (#1.2.7.9)
- 大橋卓弥 (スキマスイッチ)：Background Vocal (#1.2.7.9)
- 松たか子：Background Vocal (#1.2.3.8.10)
- JUJU：Background Vocal (#1.2.3.8.10)
- キヨサク (MONGOL800)：Background Vocal (#3.8)
- 佐藤竹善：Background Vocal (#6)
- 根本要 (スターダスト・レビュー)：Background Vocal (#6)
- 木村万作
  - Drums (#1.2.3.6.7.8.9)
  - Cymbals (#4)
- 有賀啓雄：Bass (#1.8)
- 稲葉政裕：Guitars (#1.8)
- 栗尾直樹：Keyboards (#1.8)
- 金原千恵子ストリングス：Strings
- 山本拓夫：Sax (#1)
- 西村浩二
  - Trumpet (#1.9)
  - Flugel Horn (#2)
- 村田陽一：Trombone & Horn Arrangement (#1.2.9)
- 望月英樹：Programming
- Luis Conte：Percussion (#2.4.5)
- ネイサン・イースト：Bass (#2.3.4.6.7.9)
- 佐橋佳幸：Guitars (#2.3.4.6.7.9)
- 藤田乙比古：Horn (#2.9)
- 朝川朋之：Harp (#4.5.6.10)
- 船越達也：Tambourine (#7)